# Les Testarudes
Les Testarudes són una banda de música ska, reggae, rocksteady, i soul, formada per nou dones nascudes entre 1996 i 2003 que tenen com a objectiu comú "fomentar la presència femenina sobre els escenaris i la visibilització del seu treball tant en l’àmbit compositiu com artístic". El seu nom "Les Testarudes" és una referència a la seva tossuderia a formar la banda exclusivament per dones i també per la seva fidelitat a l'elegància retro del moviment rude. El projecte musical nasqué per la necessitat de crear un espai d'empoderament en el món musical i especialment en els estils masculinitzats de l'ska i el rocksteady. La preocupació per visibilitzar la producció femenina musical comprèn l'objectiu tant de la presència sobre l'escenari de dones com també la formació d'arxiu bibliogràfic a l'hora de plantejar les seves actuacions i les llistes de cançons que interpretaran i compondran basant-se en aquests estils de la cultura musical jamaicana i els orígens de les seves diverses ramificacions. L'origen de la banda i el seu epicentre és el barri barceloní de La Bordeta i el seu primer concert va ser el maig de 2023, creixent llavors la seva popularitat fins a oferir més d'una quarantena d'actuacions arreu de Catalunya. Al seu repertori s'hi troben cançons tant d'artistes nacionals com internacionals, amb un interès per oferir un espai d'aprenentatge i coneixement sobre les dones intèrprets i les compositores de la cultura musical jamaicana, resumint-se elles mateixes com "Nou ties xulíssimes amb qui fer unes bones ballarugues".

## Membres
- Laura del Pino, trompeta i cors[4]
- Jana Blanco, baix elèctric
- Júlia Soler, trombó
- Núria Pino, cantant solista
- Èlia Blasco, saxo baríton i tenor
- Sílvia Antón, teclats
- Judit Gisbert, guitarra
- Amaia Hermoso, saxo alt
- Martina Lao, bateria
- Flor Paredes, tècnica de so

## Discografia

### Singles
- Live Studio Session #1 - My New Name & I'll Never Grow Old (The Maytals Mashup)[5]
- Live Studio Session #2 - Dance Wid' Me & What A Day[6]
- Live Studio Session #3 - Perfidia[7]
- Live Studio Session #4 - Madness[8]